# Hippolyte Morel
Pour les articles homonymes, voir Morel (patronyme).
Hippolyte Morel est un homme politique français né le 9 octobre 1846 à Saint-Malo (Ille-et-Vilaine) et mort le 22 janvier 1922 à Paris.

## Biographie
Auditeur au Conseil d’État en 1870, il est maire de Saint-James et conseiller général du canton de Saint-James en 1871. Il est député de la Manche de 1876 à 1877, et de 1878 à 1885, siégeant au centre-gauche. Il est sénateur de la Manche, inscrit au groupe de la Gauche républicaine, de 1890 à 1898. C'est un spécialiste des finances, et il devient rapporteur général du budget en 1895. Il est secrétaire du Sénat de 1894 à 1896. Il démissionne en 1898 pour devenir sous-gouverneur de la Banque de France, puis en 1900, gouverneur du Crédit foncier de France, poste qu'il occupe jusqu'en 1920. En parallèle, il reste président du conseil général de la Manche.
Il est marié avec Geneviève Rouland, petite-fille de Gustave Rouland, ancien ministre de l'Instruction publique et des Cultes sous Napoléon III, et gouverneur de la Banque de France, sous la Troisième République.